# شبه جزيرة سيوارد

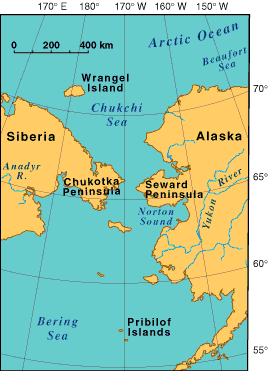
خريطة بيرينجيا تُظهر شبه جزيرة سيوارد.

شبه جزيرة سيوارد هي شبه جزيرة كبيرة على الساحل الغربي لولاية ألاسكا الأمريكية. تُسقط حوالي 320 كيلومترًا (200 ميل) في بحر بيرينغ بين نورتون ساوند ومضيق بيرينغ وبحر تشوكشي وصوت كوتزيبو ، أسفل الدائرة القطبية الشمالية مباشرةً. يبلغ طول شبه الجزيرة بأكملها حوالي 330 كيلومترًا (210 ميل) وعرض 145 كم (90 ميل) -225 كم (140 ميل). مثل سيوارد ، ألاسكا ، سميت على اسم ويليام إتش سيوارد ، وزير خارجية الولايات المتحدة الذي قاتل من أجل شراء الولايات المتحدة لألاسكا.
شبه جزيرة سيوارد هي بقايا من جسر بيرينغ البري ، مساحة واسعة من الأرض تصل إلى ألف ميل تربط سيبيريا بالبر الرئيسي في ألاسكا خلال العصر الجليدي البليستوسيني. ساعد هذا الجسر البري في هجرة البشر ، وكذلك الأنواع النباتية والحيوانية ، من آسيا إلى أمريكا الشمالية. قدمت الحفريات في مواقع مثل Trail Creek Caves و Cape Espenberg في محمية Bering Land Bridge الوطنية و Cape Denbigh إلى الجنوب نظرة ثاقبة على الجدول الزمني للهجرة من عصور ما قبل التاريخ من آسيا إلى شبه جزيرة سيوارد.

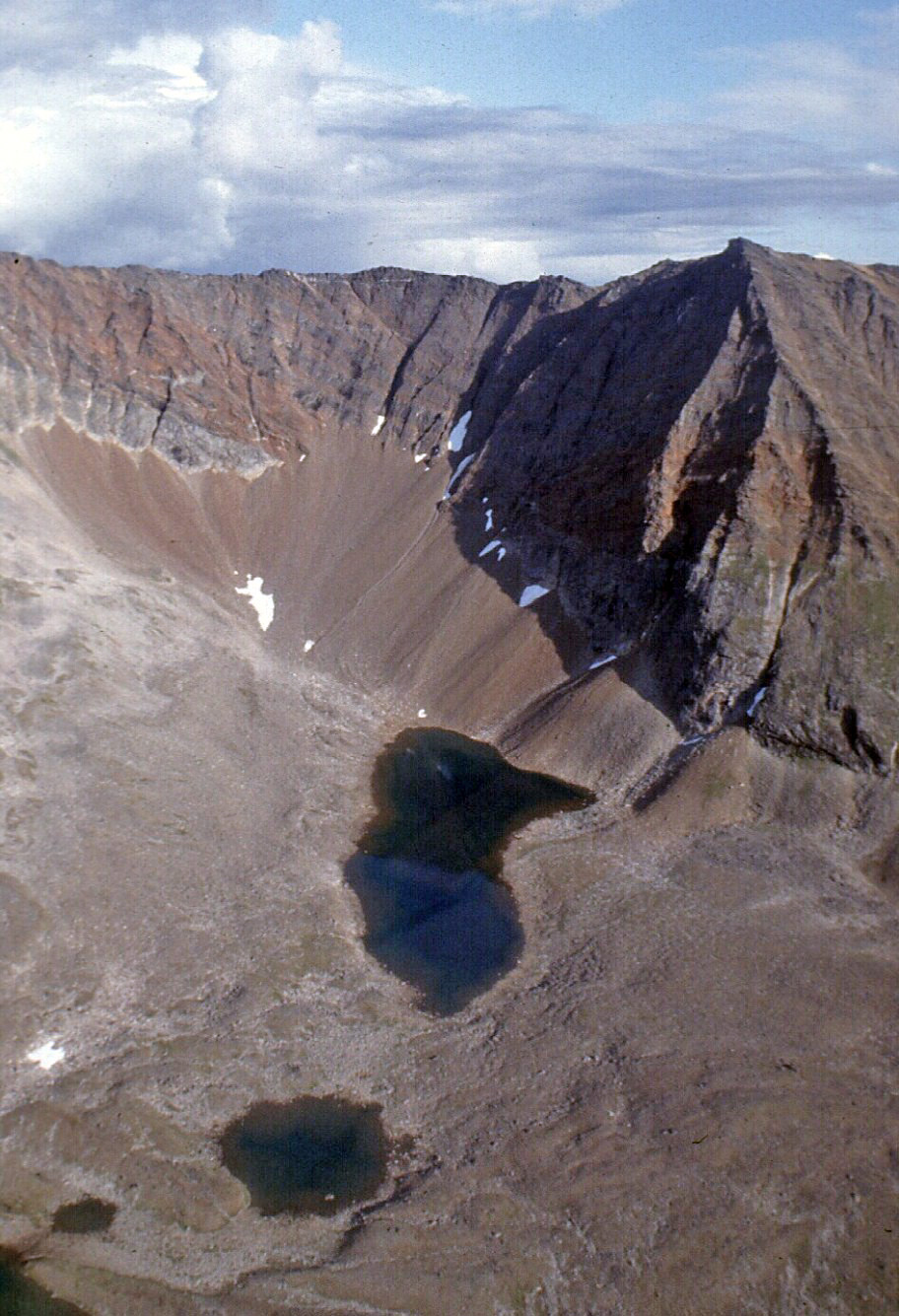
القطارات في Kigluaik Mts. ، شبه جزيرة سيوارد

تقع معظم شبه الجزيرة في منطقة نومي تعداد ، ولكن جزء منها يقع في المنطقة الشمالية الغربية من القطب الشمالي . هذه هي المجتمعات في شبه جزيرة سيوارد ، مع تقديرات سكان الولاية لعام 2005: 
| مدينة       | تعداد السكان |
| ----------- | ------------ |
| نومي        | 3508         |
| شيشماريف    | 581          |
| بوكلاند     | 434          |
| كويوك       | 350          |
| مهمة بريفيج | 327          |
| إيليم       | 302          |
| راوي        | 263          |
| جبل ابيض    | 224          |
| ويلز        | 151          |
| جولوفين     | 150          |
| الغزلان     | 139          |

تشمل المواقع الأخرى في شبه جزيرة سيوارد مدن التعدين مثل المجلس ، سليمان ، كاندل ، هايكوك وتايلور. في حين لا يزال يتردد عليها السكان المحليون في المجتمعات المجاورة ، لم يعد هناك سكان على مدار السنة في هذه المواقع. هناك محطة خفر السواحل الأمريكية LORAN في بورت كلارنس . تدير القوات الجوية الأمريكية محطة رادار في موقع «تين سيتي» على 7 ميل (11 كـم) جنوب شرق ويلز.

## الجغرافيا وعلم البيئة

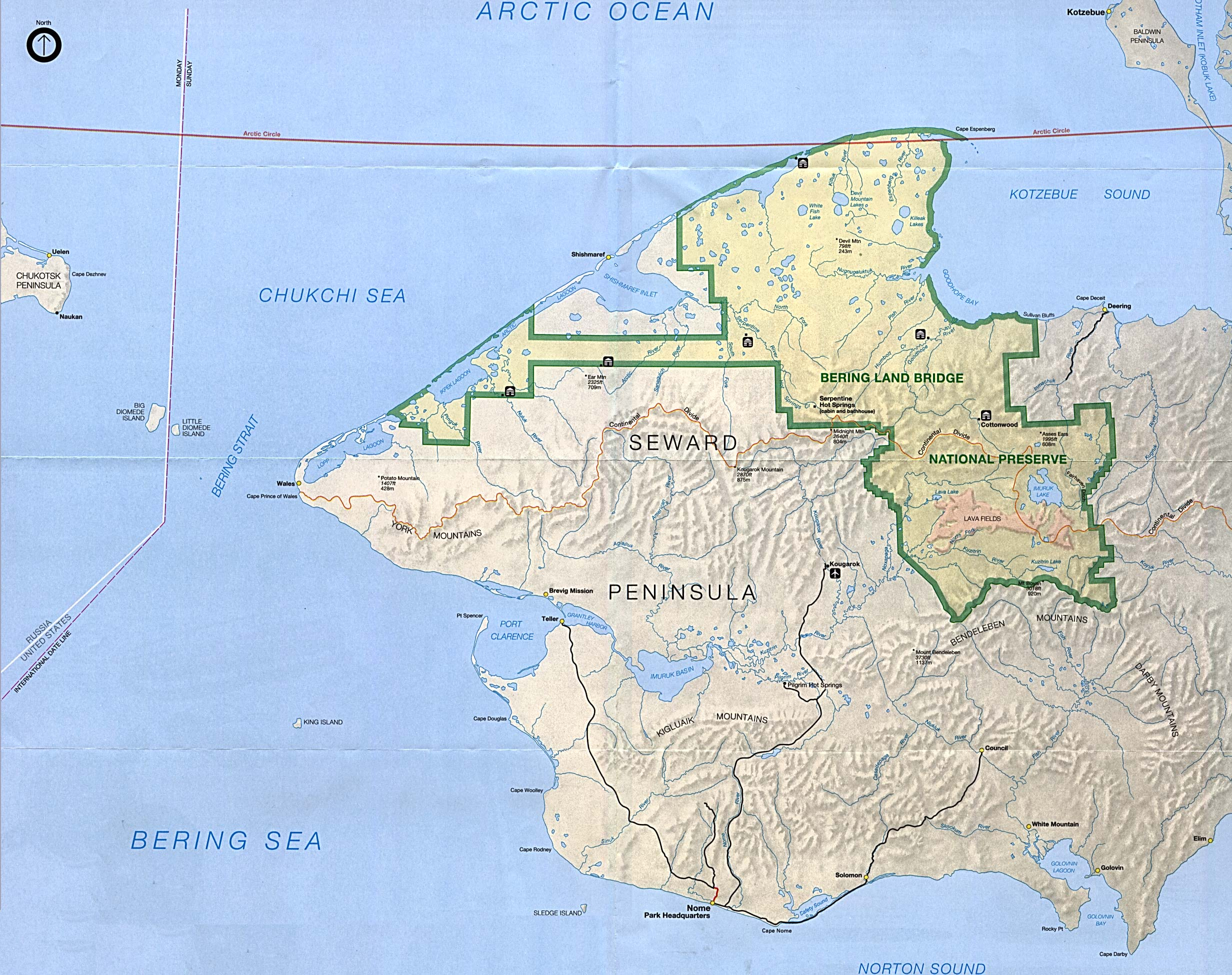
جزء كبير من شبه الجزيرة جزء من محمية جسر بيرينغ لاند ، التي تديرها خدمة المنتزهات الوطنية

تتمتع شبه جزيرة سيوارد بالعديد من السمات الجيولوجية المتميزة. بحيرات جبل الشيطان في الجزء الشمالي من شبه الجزيرة هي أكبر بحيرات maar في العالم وجزء من حقل Espenberg البركاني. تم تشكيلها قبل أكثر من 21000 سنة نتيجة انفجار بخاري تحت الأرض.  بحيرات Killeak وبحيرة White Fish هي أيضًا بحيرات مائية بركانية ذات حجم ملحوظ في شبه جزيرة سيوارد الشمالية. تصطف أربعة سلاسل جبلية على الجانب الجنوبي من شبه الجزيرة ، وأبرزها جبال كيجلوايك (أو ساوتوث ). أعلى نقطة في النطاق وشبه الجزيرة هي قمة 4,714 قدم (1,437 م) جبل أوزبورن . تشمل السلاسل الجبلية الأخرى في شبه جزيرة سيوارد جبال بنديليبن وجبال داربي وجبال يورك . تعرض جبال Bendeleben أدلة على وجود خلل حديث في أواخر العصور الوسطى ، مع حدوث معظم التشوه التكتوني وتشكيل الجبل في العصر الطباشيري ، والذي يُنسب إلى الدوران التكتوني الإقليمي للوحة Bering في القطب الشمالي.  Lost Jim Lava Flow شمال بحيرة Kuzitrin هو حقل حمم بركاني تم تشكيله منذ 1000 إلى 2000 عام تقريبًا ، والذي يغطي حوالي 88 ميل مربع (228 كـم2) . توجد العديد من الينابيع الحرارية الأرضية في جميع أنحاء شبه الجزيرة ، بما في ذلك ينابيع Serpentine الساخنة ، و Pilgrim Hot Springs ، و Granite Mountain ، و Elim ، و Clear Creek ، و Lava Creek.
تضم شبه جزيرة سيوارد عدة أنهار. وتشمل أكبرها أنهار كويوك ، وكوزترين ، ونيوكلوك ، والأسماك ، وتوبوكتيليك ، وكيوالك ، وباكلاند ، وأجيوبوك ريفرز.هذه تلعب دورًا حيويًا في أنماط الحياة المعيشية لكثير من سكان شبه الجزيرة وتسهيل السفر والصيد وصيد الأسماك. تحتوي معظم أنهار شبه الجزيرة على الأقل سنويًا على عدة أنواع من سمك السلمون ، بالإضافة إلى Dolly Varden و Arctic Grayling و whitefish من الأنواع المختلفة و Northern Pike و Burbot. تجميد معظم الأنهار في شبه جزيرة سيوارد في منتصف أكتوبر. عادة ما يحدث انفصال الربيع في منتصف إلى أواخر مايو.
شبه جزيرة سيوارد هي أقصى حد للتوزيع الغربي من شجرة التنوب السوداء ، تنوب مارياني ، وهي أنواع سائدة في المنطقة.
تركز رعي الرنة في ألاسكا على شبه جزيرة سيوارد منذ استيراد أول شحنة لرنة الرنة من شرق سيبيريا عام 1892. كان يعتقد أن الهجرة الوعرة ، يمكن منعها من الاختلاط مع الرنة المستأنسة في شبه الجزيرة بسبب جغرافية شبه الجزيرة ، وبالتالي تجنب فقدان الرنة التي قد تتجول مع الوعل.   ومع ذلك ، في عام 1997 انضم الرنة المستأنسة إلى منطقة القطب الشمالي الغربية كاريبو هيرد في هجرتهم الصيفية واختفت. 
تقع كيب برنس ويلز ، أقصى الغرب في البر الرئيسي للأمريكتين ، على الطرف الغربي. الرأس هو فقط 51 ميل (82 كـم) من كيب Dezhnev ، أقرب نقطة في البر الرئيسي الروسي . في أغسطس 2011 ، أعلنت روسيا عن مشروع طموح لبناء نفق للسكك الحديدية تحت مضيق بيرينغ ، يربط شبه جزيرة سيوارد في ألاسكا بشبه جزيرة تشوكشي في روسيا. إذا تم الانتهاء ، سيكلف المشروع ما يقدر بـ 65 مليار دولار أمريكي وسيكون أطول نفق في العالم يبلغ 103 كيلومتر (64 ميل) طويل. 
سميت شبه الجزيرة على اسم ويليام إتش سيوارد ، وزير خارجية الولايات المتحدة الذي تفاوض لشراء ألاسكا من روسيا في عام 1867.